# Armengol III de Urgel
Armengol III de Urgel (?- Monzón, Barbastro, Huesca, 1065) foi Conde de Urgel de 1038 a 1065. Foi detentor da Tenência da cidade de Barbastro como recompensa da sua colaboração com o rei de Aragão Sancho I de Aragão (1042 — 4 de Junho de 1094), na conquista desta cidade ao caudilho taifa Amade Almoctadir. Faleceu durante os combates da contra ofensiva  do taifa de Saragoça, que tentava recuperar a referida cidade.

## Relações familires
Foi filho de Armengol II de Urgel “o Peregrino” (1009 - Jerusalém, 1038), conde de Urgel e de Velasquita cognomento Constança de Besalú (m. circa 1066), filha de Bernardo I Tallaferro. Casou por três vezes, a primeira em 1050 com Adelaide de Besalú (? - 1055), filha de Guillem I de Besalú e Adelaida de quem teve a:
1. Armengol IV de Urgel (? -1092), conde de Urgel casou por duas vezes, a primeira com Lúcia de la Marche e a segunda com Adelaide de Forcalquier, condessa de Forcalquier
2. Isabel de Urgel (? - 1071) casou por duas vezes, a primeira em 1065 com Sancho Ramírez e a segunda em 1071 com Guilherme Ramon I, conde de Cerdanha e Berga.

O Segundo casamento foi em 1055 com Clemência de Bigorre, filha do Conde Bernardo II de Bigorre (1014 - 1077) e de Clemência (? - 1062), de quem teve:
1. Ramon de Urgel, casou com Branca Viscondessa,
2. Guillermo de Urgel,
3. Berenguer de Urgel,

O terceiro casamento foi em 1065 com Sancha de Aragão, infanta de Aragão, filha do rei Ramiro I de Aragão (? - c. 1095) e de Ermesenda de Bigorra.